# نوکویی
نوکویی (انگلیسی: Nuquí) نام شهری در کشور کلمبیا است.